# Рішад — онук Зіфи
«Рішад — онук Зіфи» («Ришад — внук Зифы») — радянський художній фільм 1981 року, знятий режисером Марком Осеп'яном на Кіностудії ім. М. Горького.

## Сюжет
Стара Зіфа та її прийомний онук Рішад живуть у невеличкому татарському селі — тут усі їх знають і вони знають кожного. Зіфу, мудру і добру, вже давно все звуть бабусею, хоча вона й не така вже й стара. Рішад обожнює її й намагається не засмучувати через дрібниці. Однак трапляються випадки, і досить часто, що він опиняється у вельми делікатному становищі — такий вже у нього характер. Тоді він звертається за порадою до бабусі Зіфи.

## У ролях
- Михайло Куюмджі — Рішад
- Віра Мінкіна — Зіфа
- Ігор Фокін — Мідхад
- Любов Піскунова — Альфія
- Тетяна Догілева — Лейла
- Абдулла Фатхулін — Бакий
- Раднер Муратов — Мунір
- Юрій Ричков — Абдурахман Абдулович
- Сергій Сафонов — епізод
- Катерина Корабельник — епізод
- Володимир Бєлоусов — епізод

## Знімальна група
- Режисер — Марк Осеп'ян
- Сценарист — Роза Хуснутдінова
- Оператор — Михайло Якович
- Композитор — Софія Губайдуліна
- Художник — Микола Ємельянов